# Jan Antonín Koželuh
Johann Antonin Kozeluch, nacido Jan Evangelista Antonín Tomáš Koželuh, de apellido escrito también Koscheluch (Velvary, 14 de diciembre de 1738–Praga, 3 de febrero de 1814), fue un compositor, maestro de capilla y docente musical checo, primo de Leopold Koželuh, quien previamente (hasta 1773) era homónimo de Jan.

## Biografía
Primero estudió música en la escuela de su población natal, después como corista en el colegio jesuítico de Březnice y al fin, en Praga, bajo la guía de Josef Seger. Sucesivamente, por un breve tiempo, se desempeñó como Kapellmeister (maestro de capilla) en Rakovník y hasta marzo de 1762 como cantor en Velvary. De 1763 a 1766 se instaló en Viena, donde estudió composición con Christoph Willibald Gluck y Florian Leopold Gassmann, y recitativo con Johann Adolf Hasse. A su retorno a Praga, rápidamente alcanzó renombre como docente de música. Luego fue Kapellmeister de la iglesia de San Francisco (Svatý František). Después de la muerte de František Brixi, ocurrida en 1771, aspiró, sin éxito, al puesto de cappellae magister de la catedral de Praga. En marzo de 1784 logró este cargo, como sucesor de Anton Laube, y lo conservó hasta su muerte.
De sus alumnos se recuerdan en particular Václav Praupner, Joseph Karl Ambrosch y el primo Leopold Koželuch. Además enseñó composición a sus hijos Wenzel Franz (1784-¿?) y Vinzenz Emanuel (1780-1839), así como a su familiar Barbara, quien fue cantante y pianista.

## Peculiaridades del compositor
Jan Antonin Koželuch fue un destacado compositor bohemio de la segunda mitad del siglo XVIII. Su música fue muy apreciada por sus contemporáneos, tanto que estuvo vigente todavía durante el siglo XIX. En vida mereció la distinción de considerarlo el contrapuntista magistral, dado que acostumbraba emplear formas polifónicas en sus obras sacras, escritas principalmente en los períodos temprano y tardío de su actividad compositiva, en las cuales redujo el rol de las partes vocales solistas y virtuosas para dar espacio a las expresiones armónicas y contrapuntísticas. En el período intermedio prevaleció el ámbito operístico: fue el segundo compositor checo que emprendió representaciones de óperas propias en Praga. El primero había sido Josef Mysliveček.
Sus obras belcantísticas siguen los cánones de la ópera  seria típicos de las obras de Niccolò Jommelli, o sea la alternancia de recitativos y arias (en la reducida modalidad del aria da capo). Empleó además los recitativos acompañados (por ejemplo, en su Demofoonte)

## Composiciones
Fuente:
- Alessandro nell'Indie (ópera seria, con libreto de Pietro Metastasio, 1769, Praga)
- Il Demofoonte (ópera seria, con libreto de Pietro Metastasio, 1771, Praga)
- La morte d'Abel (oratorio pasquale, libreto de Pietro Metastasio, 1776, Praga)
- Gioas re di Giuda (oratorio pascual, con libreto de Pietro Metastasio, 1777, Praga)
- 400 (aprox.) obras sacras, de las cuales:
  - 45 (aprox.) misas
  - 98 ofertorios
  - 90 graduales
  - 60 arias
  - 30 motetes
  - 10 Te Deums
  - 5 réquiems
  - 2 letanías
- 4 sinfonías
- 2 conciertos para fagot
- 1 concierto para clarinete
- 1 concierto para oboe